# Gmina Mariagerfjord
Gmina Mariagerfjord (duń. Mariagerfjord Kommune) – gmina w południowo-wschodniej części Himmerlandu w regionie Nordjylland licząca 41 859 mieszkańców (2023), której największe miasta to Hobro, Hadsund, Arden i Mariager. Gmina ma powierzchnię 723,63 km².
Gmina powstała w 2007 roku na mocy reformy administracyjnej z połączenia gmin Mariager (częściowo), Arden, Hadsund, Hobro i Aalestrup (częściowo).

Siedzibą gminy jest miasto Hobro.